# Faro de la Coubre

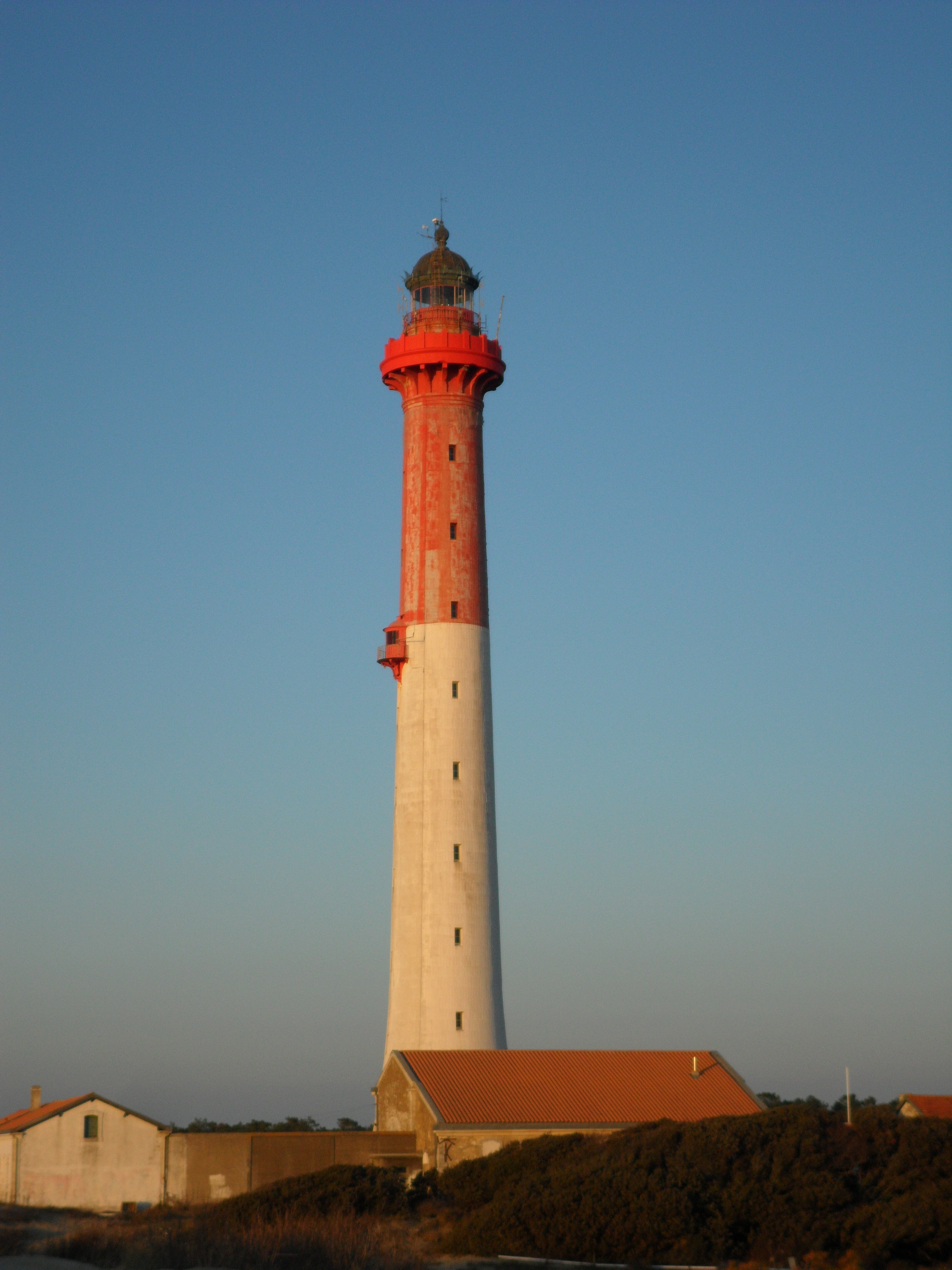
Faro de la Coubre.

El faro de la Coubre es un faro situado en la localidad de Les Mathes, en el departamento de Charente Marítimo, Francia.

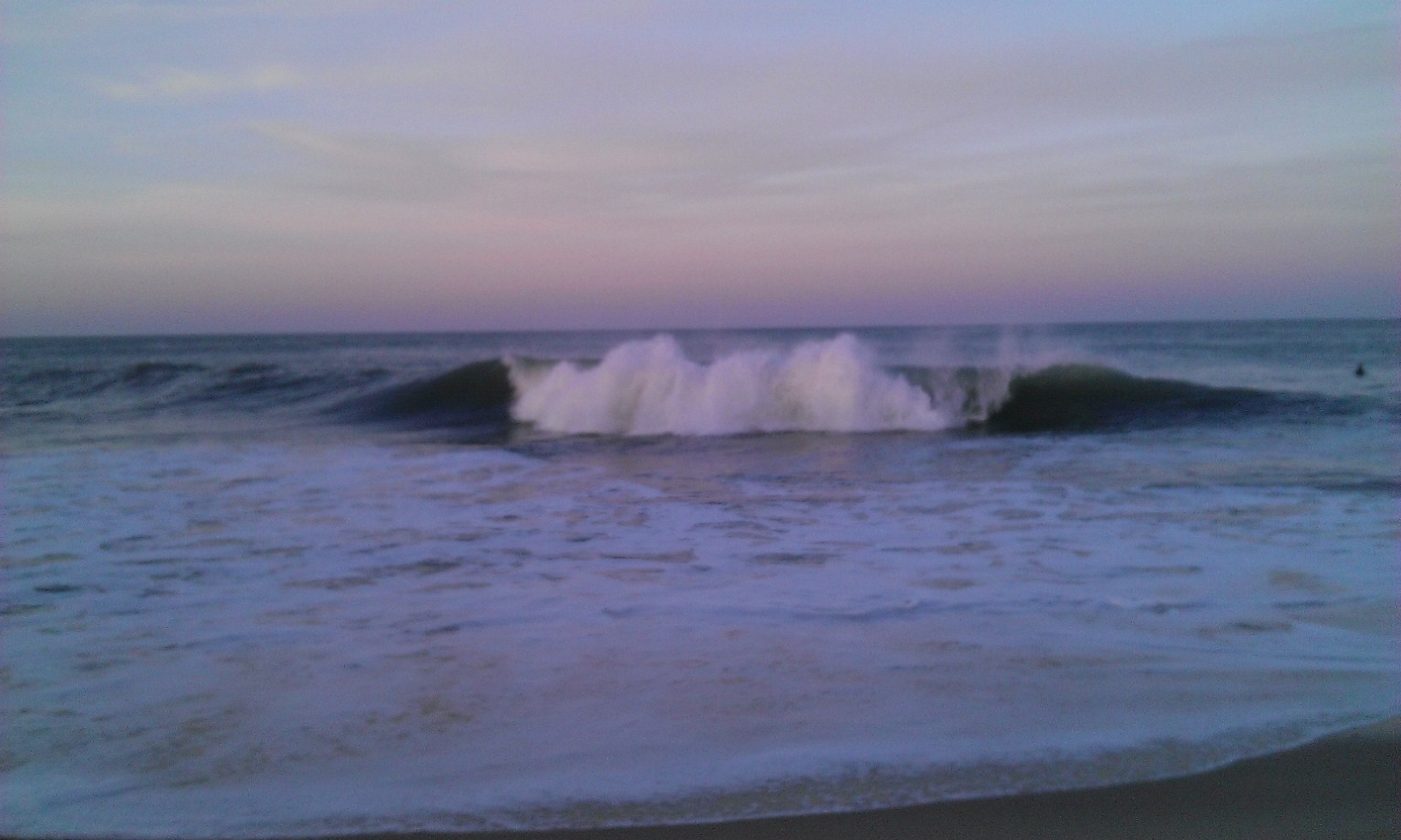
Les vagues au large du phare de la Coubre

- Datos: Q3378474
- Multimedia: La Coubre lighthouse / Q3378474